# Šumber
Šumber je naselje u Republici Hrvatskoj, u sastavu Općine Sveta Nedelja, Istarska županija. 

## Zemljopisni položaj
Cestom iz Pićna prema Kršanu dolazi se do skretanja za Šumber. Nakon velikog kamenoloma započinje niz raštrkanih naselja koja čine Šumber. 

## Povijest
U zaseoku Stari Grad nalaze se ostaci srednjovjekovnog kaštela izgrađenog u 13. sttoljeću, na granici između mletačkog i austrijskog dijela Istre. Sam naziv Šumber je dobio po vlasnicima kaštela, obitelji Schomberg ili Schemperger. Malo ispod kaštela nalazi se i crkva Sv. Ivana i Pavla iz 17. stoljeća (građena na mjestu starije crkve). Između nje i kaštela bilo je malo srednjovjekovno podgrađe.
Po nekima kaštel kao feud dao im je oglejski patrijarh, negdje u 14. stoljeću dok neki tumače kako je obitelj kupila dvorac i imanje od Mainharda od Račica. Bili su vlasnici imanja do kraja 14. stoljeća kada je cijeli posjed prešao u vlasništvo vlasnika Kožljaka.
Ima i Šumber svoju legendu. Po pričama nekoj se pastirici 1430. godine ukazala Majka Božja i to među granama drena. Nedaleko stabla je par godina kasnije sagrađena crkva Majka Božja od Drena.
Jedna druga legenda kaže kako su pićanci nakon 200 godina ukrali kip svetice iz crkve u Šumeru, ukrcali ga na kola i pokušali odvesti do Pićna. No volovi su do mosta preko Raše nekako i stigli, a onda su stali i ... ni koraka dalje. Na koncu su pićanci vratili kip, a i dan danas neki iz Pićna dolaze u Šumber na misu 5. kolovoza (blagdan Gospe Snježne). Ta je crkva nekako po sredini Šumbera. Treća crkva je crkva Sv. Kvirina. Sagrađena je na groblju, a ima glagoljički natpis iz 16. stoljeća. 

## Stanovništvo
Prema popisu stanovništva iz 2001. godine, naselje je imalo 432 stanovnika te 159 obiteljskih kućanstava.
| broj stanovnika | 699   | 682   | 696   | 730   | 799   | 872   | 1002  | 1034  | 928   | 875   | 772   | 649   | 604   | 524   | 432   | 381   | 358   |
|                 | 1857. | 1869. | 1880. | 1890. | 1900. | 1910. | 1921. | 1931. | 1948. | 1953. | 1961. | 1971. | 1981. | 1991. | 2001. | 2011. | 2021. |